# 10 cm haubica M.14 Škoda
10 cm Feldhaubitze M.14 – austro-węgierska haubica holowana produkowana w zakładach Škoda.
Feldhaubitze M.14 miała łoże jednoogonowe, lufę stalową kalibru 100 mm, zamek klinowy i była zasilana amunicją scaloną. Pocisk burzący miał masę 16 kg. Na jej podstawie opracowano również cięższą wersję: 150 mm haubicę M.14. Używana przez armię austro-węgierską w czasie I wojny światowej, a jej zdobyczne egzemplarze wykorzystywane były również przez armię włoską (jako Obice da 100/17 modello 14). Po wojnie, w 1919 roku Škoda zakończyła produkcję tego działa zastępując je ulepszoną haubicą vz. 14/19.
Po I wojnie światowej Feldhaubitze M.14 pozostała na uzbrojeniu armii włoskiej, znalazła się także na uzbrojeniu armii austriackiej, węgierskiej (10 cm Škoda 14 M.), rumuńskiej, czechosłowackiej i polskiej (100 mm haubica wz. 1914).  Po anschlussie Austrii uzbrojenie tego kraju zostało przejęte przez siły zbrojnie III Rzeszy. Feldhaubitze M.14 otrzymała niemiecką desygnatę 10 cm leFH 14(ö).
W czasie II wojny światowej haubice tego typu były używane przez armie Węgier, Włoch i Niemiec. Po kapitulacji Włoch w 1943 roku armia niemiecka przejęła  włoskie Obice da 100/17 modello 14 i nadała im desygnatę 10 cm leFH 315(i). Przejęte działa były używane przez drugoliniowe oddziały niemieckie do końca wojny.